# Waltenhofen
Waltenhofen est une commune de Bavière (Allemagne), située dans l'arrondissement d'Oberallgäu, dans le district de Souabe.

## Jumelage
- Plabennec (France) depuis 1976[1]